# バーソロミュー・ロバーツ
バーソロミュー・ロバーツ（Bartholomew Roberts, 1682年 - 1722年2月10日）は、ウェールズ生まれの海賊。その生涯において合計400隻・5千万ポンドに及ぶ船舶を掠奪したと言われ、18世紀前半までの「海賊の黄金時代」最後にして最大の海賊とされる。
ブラック・バート（Black Bart, ウェールズ語ではBarti Ddu）の異名で知られる。ロバーツは海賊史上最も成功した海賊とも評されており彼の死は海賊の黄金時代の終焉を意味した。

## 海賊となるまで
1682年、南ウェールズのペンブルックシャーに誕生したとされる。少年のころに水夫となったようだが前半生はよく分かっていない。出生名はジョン・ロバーツであるが、バッカニアのバーソロミュー・シャープにちなんで改名した説がある。
1719年11月、イギリスの奴隷船・プリンセス号に二等航海士として乗り組み、ロンドンを出港。翌年2月に西アフリカ沖のアンノボン島で、西インド諸島へ運ぶ奴隷を積み込んでいる際、同じウェールズ出身の海賊ハウエル・デイヴィスに捕われ、海賊の一味となった。
ロバーツは当初この稼業をひどく嫌っていたが、他の多くの者と同様、出世できるという理由で受け入れるようになる。キャプテン・チャールズ・ジョンソンの「海賊史」において、こう語ったとされる。
「まっとうな船に乗り組んだら食事は僅かで給料も安いうえに仕事はきつい。それにくらべてこの商売は腹いっぱい食えるし、楽しみや自由、力がある。いちかばちかの仕事をしくじっても、少しばかりの苦渋を飲めばすむ。どっちの稼業が得か勘定するまでもないだろう。楽しく短く生きるのが俺の主義だ」

## 海賊行為

### 船長に就任

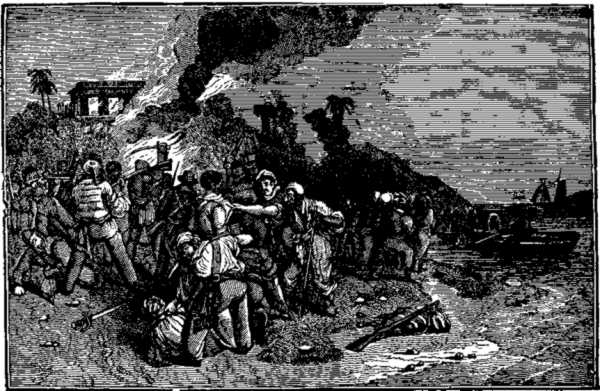
プリンシペにて、デイヴィス船長の最期

デイヴィスの手下となって数週間後、僚船のキング・ジェームズ号が浸水したために放棄され、デイヴィスは乗員たちをローバー号に乗り移らせた。当時ポルトガル領であったプリンシペ島（Principe、現サントメ・プリンシペ）に到着した一味は、イギリス国旗を掲げて港に入るのを許可された。デイヴィスは島に数日滞在した後、総督を人質に取って身代金を得ようと企んだが、海賊から逃げ出した黒人がこの計画を総督に報告してしまった。翌日、総督を迎えるため島に上陸したデイヴィスだったが、総督が用意していた伏兵たちによって射殺された。
デイヴィスを失った一味は新たな船長を選出する必要に迫られた。乗組員にはシンプソン、アシュトン、トマス・アンスティスらの「閣下」と呼ばれる幹部が候補に挙がっていた。それにも関わらず、ロバーツは乗組員たちの中でも有能さを発揮しており、閣下の1人デニスは演説でロバーツを船長に推薦した。この演説は一味からの喝采を受け、こうして一味に加わってまだ6週間足らずのロバーツが船長に選ばれたのだった。
船長になって最初の仕事は亡きデイヴィスの復讐だった。勇敢かつ好人物であったデイヴィスは乗組員たちから敬愛されていたため、皆がこれに賛成した。ウォルター・ケネディという荒くれの男を筆頭に30人が要塞攻略のために上陸し、要塞に火を放って大砲を海に打ち捨てた。さらに港で奪ったフランス船に砲を積み込んで街の家々を破壊し、碇泊していた2隻のポルトガル船に火を放ったという。
この攻撃の後、南へ進路を取った一味はオランダ船を掠奪した後で船は船長に返した。2日後、ロペス岬でイギリス船エキスペリメント号を拿捕し、乗組員を全員仲間に加えた後で船に火を付けた。アンノボンへ進路を取った一味はそこで水や食料を補給し、東インド諸島とブラジルのどちらへ向かうかで投票を行った。結果はブラジルだった。

### ブラジルとカリブ海

ロバーツの最初の旗

18日間の航海の後、ブラジルの無人島フェルディナンド島へ到着した一味はそこで水を補給し、船底についたフジツボや貝を落として船の整備をした。一味はブラジル沿岸を9週間にわたって遊弋したが、1隻の船にも遭遇せず、西インド諸島に向かうことにした。しかしバイーア・デ・トドス・ロス・サントス沖に近付いた時、荷を満載しリスボンへ向かう途中の42隻からなるポルトガルの船団に遭遇した。これらは70門の砲で武装した2隻の護衛艦と合流しようとしていたのである。ロバーツはリスクを承知しつつもこれらの船を獲物にすることを決心し、船団に紛れ込んで1隻の船に近付いた。ロバーツはこの船の船長に他の船に合図したら命はないと脅迫し、ローバー号に移乗させて船団で最も価値のある船を聞き出した。船長からの情報で150人が乗り組み砲40門で武装した船に狙いを定めると、ロバーツはその船に片舷斉射を浴びせ、フックで引き寄せて一斉に乗り込んだ。激しい戦いの結果、ポルトガル人は多数死んだが、海賊の犠牲者はたった2人だった。この獲物には莫大な価値があり、砂糖や煙草のほか、金製品、装飾品、そして4万枚ものモイドール金貨を満載していた。特にポルトガル国王のために誂えたダイヤを散りばめた十字架は見事なものだったという。
この戦果をあげた一味はギアナ海岸スリナム河にある悪魔の島と呼ばれる小島に向かい、そこで戦利品を消費した。総督や商人、その夫人らは海賊を大層もてなし、盛大な取り引きが行われたとされる。一味はスリナムで捕えたスループ船から物資を満載したブリガンティン船が一緒だと聞かされた。この話を聞いたロバーツは、ちょうど食糧が尽きかけていたため、40人の部下と共にスループ船に乗り込んでブリガンティンを追跡したが、目標を見失ったばかりか逆風に煽られて漂流してしまった。数名の部下をボートに乗せて救援を寄越すようローバー号に使いに出したが、返って来たのはローバー号に残していたケネディが船と獲物を奪って逃げ去ったという知らせだった。このケネディの裏切りに激怒したロバーツは一味をより強固かつ公正な集団にするために掟を起草し、乗組員たちに署名させることにした。

ロバーツの新たな旗 バルバドス島とマルティニーク島に対する恨みが込められている

残されたスループ船を海賊船としたロバーツ一味は西インド諸島へ向かい、デシーダ島付近で2隻のスループ船を拿捕して物資を奪った。さらにロードアイランド籍のブリガンティン船を掠奪してからバルバドスに向かい、沖合でブリストル籍の船から大量の物資を奪ったうえで乗組員5人を仲間に加えた。このバルバドス船の船長は島の総督に海賊について報告した。総督は2隻の武装船を手配してロバーツ討伐に向かわせ、出帆して2日後にロバーツの船と戦闘になった。この戦闘でロバーツは苦戦し、積荷を捨てることで船を軽くし、やっとのことで危機を脱した。この1件以来、ロバーツはバルバドス島出身者に対して厳しくなり、バルバドス籍の船を捕えたさいはとりわけ厳しい処遇を与えたとされる。
ドミニカ島で物資の補給をしたのち、フランス領マルティニーク島の沿岸警備船に捕まって置き去りにされたという13人のイギリス人と出会い、彼らを仲間に加えた。一味が次なる進路としてグレナダに向かおうとしていた頃、マルティニーク島の総督に海賊一味について通報されてしまった。総督はただちに武装船を手配して海賊討伐に向かわせたが、ロバーツはすぐに出帆していたためこの攻撃を免れた。バルバドス島とマルティニーク島の総督が自分を捕えようとしたことに憤慨したロバーツは自らが2つの髑髏を踏みつけている姿の海賊旗を作った。この海賊旗にはABH(バルバドス人の頭)、AMH(マルティニーク人の頭)という文字が描かれている。

### ニューファンドランドとカリブ海
1720年6月、ニューファンドランド島に到着した一味は蛮行の限りを尽くし、トレパシーの港に碇泊していた22隻の船のうち1隻を除いて全て焼き払い、入植者たちの漁場や船着場などを徹底的に破壊した。これらの行為には何の意味もなかったという。拿捕したギャレー船に砲16門を積み込んで船隊に加え、ニューファンドランド沿岸を航海した一味は、遭遇した10隻のフランス船をことごとく破壊した。さらに砲26門で武装したフランス船を拿捕し、ロバーツはこれを旗艦としてフォーチュン号と名付けた。トレパシー港のギャレー船はフランス人たちに与えた。フォーチュン号とスループ船で船隊を組んで航海した一味は、途中でリチャード号、ウィリング・マインド号、エクスペディション号を拿捕し、乗組員を増強した。ロンドンの豪華船サミュエル号を拿捕したさい、一味は船客たちを手荒に扱い、カトラスや斧で船荷を破壊し、入用でない物は海に投げ捨てた。サミュエル号からは9000ポンド相当の物資を掠奪したという。サミュエル号の掠奪の後、一味はボストンへ向かう途中のスノー船を拿捕し、船長のボウルズに残酷な仕打ちを加えた。ボウルズがバルバドス島で一味を攻撃した討伐船の船長と同じ、ブリストル出身だったからである。
7月16日、一味は2隻の船を掠奪したのち解放した。さらに翌日、ブリストルから航海してきたリチャーズ船長のスノー船フェニックス号を拿捕し、ボウルズ船長と同様リチャーズを虐待した。さらにトマス船長のブリガンティン船を拿捕し、乗組員を全員捕虜にしたうえで船を沈めてしまった。
その後、ニューファンドランドを去った一味は西インド諸島に進路を取り、セントクリストファー島へ向かった。ロバーツの一味は食糧が不足していたが、この島の総督は一切の援助を拒否した。これに気を悪くした一味は腹いせに街に火を放ち、港に碇泊していた2隻の船を焼き払ってしまった。一味はここからサン・バルテルミー島に向かったが、ここでは総督や島民たちからの歓待を受けた。補給を終えた一味はギニアに進路を取り、途中でマルティニーク島からやって来たフランス船を拿捕した。ロバーツはこの船をロイヤル・フォーチュン号と名付けて旗艦とした。
ギニアに向かう途中、船の手入れのためヴェルデ岬に立ち寄ろうとしたが、目的地より風下に流されてしまい、西インド諸島へ戻ることもできなくなってしまった。一味はしばらく漂流し、病気になる者で溢れ、餓死寸前まで追い込まれたが、運よくスリナム海岸マロニ河口沖に到着した。水を補給した一味はバルバドスへ進路を取り、2隻の船を拿捕した。1隻の船長は海賊の掟に署名して後に僚船のレンジャー号の船長となった。トバゴ島で補給した一味は、碇泊していたカリアク島にて2隻の武装スループ船がロバーツ一味を追跡しているという噂を耳にした。ロバーツはマルティニーク島総督に復讐するため、島へ向けて出帆した。マルティニーク島に到着したロバーツは偽の旗を掲げ、取り引きをすると見せかけて商人たちを捕えた。そして彼らを脅迫して金を奪い、捕虜たちを島に帰すための1隻を残して20隻もの船を焼き払ってしまった。
ドミニカ島へ向かった一味は、オランダの貿易船とロードアイランドのブリガンティン船を拿捕した。この2隻を伴ったまま航海し、グアダルーペ島でスループ船とフライボートを拿捕したうえでスループ船は掠奪後焼き払った。その後、イスパニョーラ島でロイヤル・フォーチュン号とブリガンティン船を整備していた一味だったが、2隻のスループ船が彼らを訪ねてきた。スループ船の船長たちはそれぞれポーターとタッカーマンといい、ロバーツのところにやって来て、海賊稼業についての伝授と必要な物資を援助してほしいと言い出した。ロバーツは彼らの無遠慮なところを気に入り、稼業に必要な物資を与えた上で数日間楽しく過ごした。彼らと別れるさいにはその稼業の成功を祈ったという。
ロバーツは自分たちのスループ船を焼き払い、ブリガンティン船をグッド・フォーチュン号と命名し、ロイヤル・フォーチュン号と船隊を組んだ。多くのフランス船から食料を掠奪したあと、一味はギニアへ向かうことにしたが、いさかいが原因でトマス・アンスティスが指揮するグッド・フォーチュン号が離脱してしまった。

### 西アフリカ

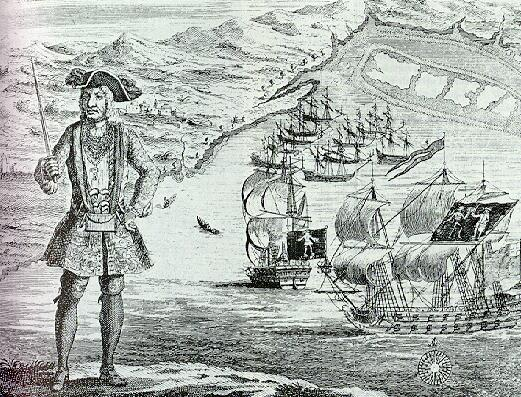
ウィダーで船を拿捕したバーソロミュー・ロバーツ チャールズ・ジョンソン『海賊史』から

セネガル河にやって来た一味はフランスの巡視船を拿捕し、レンジャー号と名付けて僚船とした。この地ではフランス人が密貿易を防ぐために絶えず巡視船を遊弋させており、巡視船はロバーツの船を密輸船だと勘違いしてしまったのであった。1721年6月、一味はシエラレオネに下り、ここで引退した元海賊のジョン・リードストン、通称クラッカースらに出会った。ロバーツはリードストンたちからそれぞれ50門の砲で武装したイギリス軍艦HMSスワロー号とHMSウェイマス号がひと月ほど前にこの地を出港し、クリスマスごろに帰港する予定であると聞いた。6週間ほど滞在して補給や遊興も満たされると、一味はこの地を出港してジャカンまで進み、遭遇した船をことごとく掠奪した。
8月、一味は王立アフリカ会社所属のフリゲート艦でギー船長の指揮するオンスロー号を拿捕し、自分たちのフランス船から乗り換えた。オンスロー号にはケープ・コースト城で勤務するための兵士たちが大勢乗船しており、彼らは海賊に加わることを希望した。ロバーツたちは船乗りの経験のない兵士たちの申し出を一度は断ったが、やがて根負けし仲間に加えた。さらにオンスロー号にはケープ・コーストに赴任するための牧師が乗り組んでいた。海賊たちの中にはこの人物に船の牧師になってもらおうと提案する者もいたが、牧師はこれを丁重に断った。だが海賊たちもこのような聖職者に対しては畏敬の念を払っていたので、無理強いすることはなかった。ギー船長にはそれまで使っていたフランス船を与え、新たに手に入れたオンスロー号はロイヤル・フォーチュンの名前を踏襲し砲40門で武装した。
10月、カラバルに向かった一味は数隻のブリストル船を拿捕したが、交易を迫った原住民たちから攻撃を受けた。原住民は2000人の集団で海賊と対決する姿勢を見せたが、海賊たちの銃撃に怯み退散してしまった。一味は原住民の村に火を放ったがこれが原住民たちを恐怖に陥らせ、結局彼らとの交渉は途絶えてしまったのである。
1722年1月、一味はラウー岬まで航海し、王立アフリカ会社所属のキング・ソロモン号を拿捕して乗組員20人を仲間に加えた。。同日、オランダ船のフラッシング号を拿捕し、物資を掠奪したうえでオランダ人の船長を散々愚弄した。ウィダーに入った一味は、港に碇泊していた11隻の船を拿捕し、それぞれ8ポンドの身代金を得た。しかし身代金の支払いを拒否した奴隷船ポーキュパイン号は野蛮な仕打ちを受けた。ロバーツは船に火を付ける前に奴隷を運び出そうとボートを出したが、奴隷の足枷を外すのに手間取り、およそ80人の奴隷を残したまま火を放ってしまった。奴隷たちは船内で焼け死ぬか海に飛び込むかしかなかったが、海に飛び込んだ者は近海にいる鮫の餌食となり、海賊たちの前で手足を食いちぎられながら死んだ。

### 最期

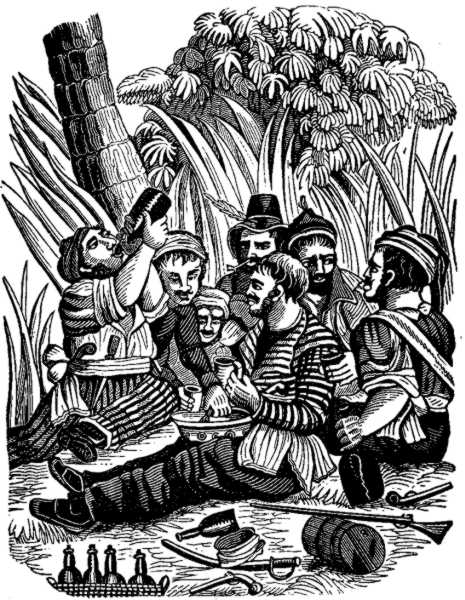
酔いつぶれていたロバーツの乗組員

イギリス軍のフィップス司令官からウィダーの代理人充てに記された手紙を読んだロバーツは、軍艦が一味を追跡していることを知り、たった数日の滞在でこの港を去った。一味はアナボナ島へ向かおうとしたが、逆風によってロペス岬まで流されてしまった。2月5日、チャロナー・オーグル艦長が指揮するイギリス軍艦スワロー号はロバーツとその僚船を発見したが、スワロー号は湾深い風上にあり、海賊船に手を出すことができなかった。そのためスワロー号は逃走するふりをして沖に向かい、これに騙されたロバーツの一味はまんまと僚船のレンジャー号を追撃に出したのである。スワロー号は海賊本船ロイヤル・フォーチュン号に砲撃が聞こえない距離までレンジャー号を誘い出すと、砲を開けて海賊たちを蹴散らした。数時間の戦闘の末、レンジャー号はメインマストが折れて10人が即死し、スワロー号は1人の死者を出すこともなく海賊船を捕えた。
2月10日、ロイヤル・フォーチュン号とロバーツはロンドンから来たヒル船長のネプチューン号と共にロペス岬に碇泊していたが、レンジャー号を連行したスワロー号の奇襲を受けた。ロバーツは乗組員たちを鼓舞して戦闘配置に付くよう命令し、最悪の場合浅瀬に乗り上げて原住民に紛れてしまおうと考えていたが、接舷してきたスワロー号の砲撃により命を落としてしまった。弾丸の破片がロバーツの喉を貫通し、即死だったという。
ロバーツは真紅のダマスク織で作ったチョッキと半ズボン、赤い羽毛を飾った帽子で着飾り、首にはダイヤの十字架を吊るした金の鎖をかけ、肩にかけた絹のたすきには2丁のピストルを下げるといういでたちであった。砲にもたれかかった船長が死んでいることに気付いた乗組員たちは男泣きをし、彼が生前望んでいた通りに愛用の武器を持たせ、立派な格好のまま海に投じた。
この攻撃を受けた時ロバーツの乗組員たちの多くは酔っぱらっており、中には船が投降したことにも気付かないほど泥酔している者もいた。

### その後
ロバーツが死ぬと海賊たちは意気消沈した。そしてスワロー号の砲撃でロイヤル・フォーチュン号のメインマストが吹き飛んだ時、一味はついに降伏したのである。この戦闘でロバーツを含む3人の海賊が死に、272人が捕えられた。敗北後、ジェームズ・フィリップスなど一部の者は自爆しようとしたが、これは仲間たちに阻止された。1か月後の3月28日、イギリス史上最も大規模な海賊裁判が西アフリカのケープ・コーストで行われた。裁判の結果、54人が死刑宣告を受け、うち52人がケープ・コーストの砦で処刑され、20人が王立アフリカ会社のプランテーションで7年の強制労働に従事することとなった。70人の黒人は再び奴隷として売られてうううまった。
一方のオーグル艦長は大海賊ロバーツを殺害した功績によりナイトに叙任され、ついには提督にまで昇進した。さらにロバーツの船から押収した戦利品により一財産築いたという。

## 人物
『海賊史』でのチャールズ・ジョンソンの記述によれば、ロバーツは長身で肌は浅黒く、年齢は40歳足らずだったという。彼は才能に恵まれ勇気にも富んでいたが、それらを悪事に役立ててしまった。さらにロバーツはハンサムでおしゃれな男だったと言われている。彼が好んだ服装は真紅の宮廷用半ズボンに飾り帯を着け、オーバーコートを羽織り、紅の羽を飾りつけた三角帽子をかぶり、肩には緋色の帯で拳銃を吊るし、海賊生活初期にポルトガル商人から奪った「ダイアモンドをちりばめた十字架」を金チェーンで首から下げるという姿だった。
ロバーツは酒ではなく茶を常飲し、謹厳な性格であるが故に乗組員らにも酒による不摂生をやめさせようとしたが、それらの努力は結局効果がなかった。皮肉にもロバーツが死んだとき多くの乗組員は酔いつぶれていたのである。
ロバーツはまた、手下に厳格な「掟（おきて）」を課したことでも知られている。この時代、荒くれ者の海賊にも船長ごとに取り決めた「掟」があり現代の我々がイメージするほど無軌道な者もまれだったが、中でもロバーツの掟は厳しいものであった。
以下はそのおおまかな内容である。

I.乗組員全てに投票権・投票発起権を与える。またいかなる時でも戦利品の食糧と酒に対する平等の権利を有し、随時飲食してもよい。ただし食糧が欠乏した場合はこの限りではない。
II.拿捕した船には乗組員全員が名簿に従い、平等に乗船するものとする。各人は分け前以外に自由に衣服を取り替えてもよい。ただし食器類・宝石類・現金を1ドルたりとも詐取した者は無人島に置き去りにする。仲間の金品を窃盗した者は被害者が犯人の耳と鼻を削いだ上で無人島ではないが難儀するであろう孤島に置き去りにする。
III.カード、サイコロを使った賭博の禁止。
IV.午後8時をもって消灯とし、以降の飲酒は露天甲板のみで行うこと。
V.ピストルやカットラスの整備の徹底。
VI.乱暴目的で女子供を船に連れ込むことは一切禁ずる。女をたぶらかして男装させて船に連れ込んだ者は死刑に処す。
VII.戦いの中で船を見捨て降伏した者は、死刑もしくは孤島置き去りの刑。
VIII.船上で仲間同士が争うことを禁ずる。全ての争いは岸に着いた際に当人同士の決闘により決着をつける。
IX.自分の分け前が1000ポンドになるまでは仲間を抜けることはできない。このため勤務中に不具になった者には800ドル、それ以外の場合でも怪我の程度に応じて共同基金から補償金を支払うものとする。
X.船長と操舵手は戦利品の2人分、航海長、甲板長、砲術長は1.5人分、その他の上級船員は1.25人分の分け前を取得するものとする。
XI.楽士は安息日には休息してもよいが、その日は讃美歌を推奨。それ以外の6日間は特別なはからいがある場合を除いて無休。

## カルチャーにおけるロバーツ
- ロバーツはロバート・ルイス・スティーブンソンの『宝島』において言及された海賊の1人であり、ジョン・シルバーの足を切断したのはロバーツの船医だったとされる。
- ウィリアム・ゴールドマンの小説『プリンセス・ブライド』には、ロバーツにインスパイアされた"恐ろしい海賊ロバーツ"という人物が登場する。
- 漫画『ONE PIECE』には、"バーソロミュー・くま"というロバーツにちなんだ人物が登場する。
- ビデオゲーム『アサシン クリード IV ブラック フラッグ』にて主要な悪役としてロバーツが登場する。
- スマートフォン向けRPG『Fate/Grand Order』で、使用可能なサーヴァントとしてロバーツが登場する。
- Barti Ddu Spicedというロバーツの名前にちなんだラム酒がウェールズのペンブロークシャーの事業者により発売されている。そのお酒にはウェールズので伝統的に食されてきた海藻の成分が入っており、2024年のGreat British Food Awardでベストラム酒に選出された。